# Games as a Service
Games as a Service (GaaS) またはサービスとしてのゲームは、ゲームのサービス化、すなわちコンピュータゲームを継続的にアップデートを行うサービスとして提供するというビジネスモデル。伝統的なコンシューマーゲーム（売り切り型）の対極にある。
2000年代におけるMMORPG（多人数参加型オンラインRPG）の普及によって「無料ソフトウェア+定期的課金」のシステムが一般化した。各社の価格競争の結果、それはやがて「無料プレイ+アイテム課金」のシステムに発展した。ゲームの開発元・販売元はプレイヤーを同一ゲームに長く引き留めることができ、プレイヤーはアイテムやダウンロードコンテンツを購入することで長く遊ぶことができる。概念としてはSoftware as a Service（SaaS、サービスとしてのソフトウェア）の分野のひとつとして位置付けられる。

## ゲーミフィケーション
「ゲームのサービス化」の流れは「サービスのゲーム化」の流れと絡み合って展開され、ゲーム業界の内外で起こっていることが呼応した動きを見せている。古くから、ゲーム（と呼ばれるもの）は娯楽のためだけでなく、為政者が市民の関心を集めるためや、生活への不満に対するガス抜きのために用いられてきた。教育または共通理解の手段として利用される場合もあり、ゲームを含めた娯楽の中に教訓や学習要素を取り入れる考え方を「エンターテイメント・エデュケーション」と呼ぶ。一方で娯楽性を伴わない教育の場においても学習性を向上させる手段としてゲームを用いることを「ゲーミング&シミュレーション」と呼び、これも長年実践されてきた。さらに近年「シリアスゲーム」や「ゲーミフィケーション」の名の下に、ゲームの社会的利用への関心が高まっている。
GLOCOMの研究員井上明人はゲーミフィケーションの成功事例としてアメリカ合衆国大統領選挙におけるバラク・オバマ陣営による選挙キャンペーンを挙げた。オバマ陣営は選挙活動支援のためのソーシャル・ネットワーキング・サービス (SNS) サイト「MyBarackObama.com」の中で、ネットでの個人献金集めとボランティアコミュニティの活性化を図り、これらの仕組みを構築して選挙の勝利に貢献した。支援者の活動を小さな課題に区分して提示し、課題をクリアしながら成果を上げ、成果に応じてレベルアップする一連の選挙活動を支援した。このSNSサイトではコンピュータゲームが提供されたわけではない。サイトを通して選挙活動そのものをゲームとして参加できる仕組みを提供したのである。IFTFのディレクター、ジェイン・マクゴニガルはゲームの最も基本的な要素として「ゴール、ルール、フィードバック、自発的参加」を挙げたが、サイトではオバマの勝利というゴールを目指し、課題にルールに沿って取り組み、その成果がポイントやレベルとしてフィードバックされる。そして活動はあくまで個人の自発的参加によって行われる。これらの活動はゲームの最も基本的な要素を含み、ゲームが人を引き込む仕組みがサービスに内包されていると言える。
また、井上は節電ゲーム「#denkimeter」をデザインした。こちらはコンピュータゲームであり、東日本大震災直後の2011年3月15日に発表された。節電に取り組むゲームプレイヤーが居住人数、居住形態、単位時間当たりの消費電力を入力すると、プレイヤーの戦闘能力（節電度）が決定される。能力の高さに応じてこれに対する評価の文言が変わっていき、プレイヤーは新しい文言を見たくて節電に励むようになる。「社会のために」良いことではあるが堅苦しい行動としてではなく、自身の興味から自然と行う節電となるのである。社会心理学においては、動機づけを金銭や名誉のためといった外発的なものと、行動そのものの面白さや達成感といった内発的なものに分類するが、まさにゲーミフィケーションは活動の動機づけを外発的なものから内発的なものへ転換する機能を持つ。

## 仕組み
GaaSという言葉は、短い開発期間で競争するモバイルゲーム市場で使われ始めた。本来は開発と運営を同時に行う仕組みを表現する言葉である。スペインのゲーム会社Social Pointによると、ゲームデザイン→開発→テストプレイ→バグの発見→デバッグ→リリース→フィードバック→分析、そして次のデザインというサイクルで成り立つ。
例えばGaaSの要素には以下のものがある。
定期課金
オンラインゲームはコンシューマーゲームと異なり、開発だけでなくリリース後のサーバ運用などのサービス維持にもコストがかかるため、継続的に収益を上げることが必要である。それを達成するためこの課金システムが生まれた。
MMORPGの黎明期には時間単位で料金を支払うシステムを採用したゲームも多くあった。その後、月単位で支払う月額課金が主流となる。ゲームによっては3か月または6か月分の料金をまとめて支払うことで割安でプレイできるものもある。ただし2014年時点では基本無料のサービス形態が主流となっている。
利用許可料
サブスクリプション方式によりゲームをプレイする期間に応じて課金する。上述の定期課金と似ているが、こちらはゲームを所有せず、利用する権利を購入するビジネスモデルである。プレイヤーは料金・内容の異なる複数のプランから自由かつ柔軟に選ぶことができる。運営サイドとプレイヤーサイドで相互のコミュニケーションを行うことでマーケティングを最適化でき、利用状況などから最適なプランを提示することでプレイヤーの離脱を防ぎやすい。
クラウド化
クラウドゲームは、プレイヤー側の発したコマンドをクラウドサーバ上で演算・処理し、結果としての動作を映像という形でストリーミング配信する。プレイヤーは手元にゲームデータを持つ必要がなく、インターネットに接続されたデバイスがあればプレイできる。操作情報をサーバに送信でき、かつ映像を再生できさえすれば良いため、デバイスに要求されるスペックは極めて低い。ただし物理法則上、演算と処理を瞬時に行えても、データの転送には時間がかかる。アクションゲームのように操作から表示までの時間が重要となるジャンルでは、この遅延という問題のためクラウド化が難しい。

### ゲーム内課金
GaaSという言葉がよく使われるようになったのは、ゲームの無料化（Free-to-play）が進んだ後からである。その背景にはマイクロトランザクション（アイテム課金）の一般化がある。マイクロトランザクションは少額課金のことで、メーカー側にとっては定期的かつ小出しでアイテムや追加コンテンツを提供して、継続的に収益を上げる合理的なビジネスモデルである。またプレイヤーにとっては支払いを1回で済ませることができるほか、自分の好きなゲームが時代性を維持し、十分なサポートを受け続けていることを実感できる。この個人の実感が口コミとして他のプレイヤーに広がることで、メーカーの目的も概ね達成される。
ルートボックス、いわゆる「ガチャ」はマイクロトランザクションの一種である。その中身には当たりと言える価値を持つものやハズレのものが存在し、それはいわば「くじ引き」である。お金を払ってするくじ引きはギャンブルに該当する可能性があるし、当たり外れを換金できる手段があれば賭博、さらにはオンラインカジノではないかという疑惑を持たれることとなる。換金手段の有無、賭博目的のプレイヤーが出現するかどうかという問題が、日本でも議論の対象となっている。また、ゲームは未成年も楽しむものであるから、彼らにお金を費やさせる仕組みを提供すべきでないという意見もあり、以上を合わせて世界中で調査・議論されている。
これらの問題に対し、各国政府は様々な反応を示している。アメリカ合衆国では、ハワイ州の州議会議員Chris Leeがギャンブル要素を含むとするゲームを規制する法案を策定した。ハワイ州ではルートボックスシステムを持つゲームをギャンブルと認定しており、同議員はこの流れをアメリカ全土に広げる考えを示した。ベルギーでは、EAの『スター・ウォーズ バトルフロントII』や米国のブリザード・エンターテイメントの『オーバーウォッチ』におけるマイクロトランザクションについて、早くからギャンブルの可能性を指摘して調査を開始した。当局がギャンブルに該当すると述べた一方で、公共放送RTBFがまだ調査中と報じるなどベルギーでは情報が錯綜した。ニュージーランドでは、ギャンブル規制を担当する内務省がルートボックスについてギャンブルに該当しないとした。内務省のTrish Millwardは、今後もこの問題に注目していくと述べた。中華人民共和国では、『バトルフロントII』のリリース以前からルートボックスの確率表記を法律で義務づけていた。その意味で、中国はこの問題の最先端を走っていると言える。
ゲーム業界では、米国のゲーム会社テイクツー・インタラクティブの会長Karl Slatoffや同国のビデオゲーム団体エンターテインメントソフトウェア協会（ESA）が合法性を主張している。その一方で2017年、業界は要人や専門家などからなる委員会National Committee for Games Policy（NCGP）を組織し、政府への提言を行っている。NCGPはシンクタンクNCGP ITKや自主規制組織NCGP SROなどを設立し、具体的な行動を始めた。
課金したプレイヤーは課金しないプレイヤーより大幅なアドバンテージを得られるため、これをPay-to-win（支払って勝つ）という。米国のエレクトロニック・アーツ（EA）のFIFAシリーズはその一例としてよく例示される。本作はソフトの購入に数十ドルかかる上に、優秀な選手を入手するために有料パックを購入しなければならないことが欧米プレイヤーの不満の対象となっている。また米国のエンターテイメント会社ワーナー・ブラザースの『シャドウ・オブ・ウォー』では、要塞を防御するための強いキャラクターが有料でしか手に入らない。もちろん、課金要素の中には新たな衣装など、ゲームプレイにアドバンテージを与えないアイテムもある。しかしながら、完成品としてゲームを購入しているのに追加の出費を求めるシステムに違和感を覚えるプレイヤーが少なくない。『バトルフロントII』はルートボックスのランダム性が特に問題視されたゲームである。本作のキャラクターを強化するアイテムはルートボックスで入手できるが、あるプレイヤーの計算によると、すべてを入手するためには4,528時間プレイするか、有料のゲーム内通貨が2,100ドルも必要とされた。ソーシャルブックマークサービスredditにおける本作のスレッドは炎上し、EAは単価の値下げなどランダム性の緩和に取り組んだ。しかし騒動は収拾せず、本作の課金システムは一時中止に追い込まれた。
こうしたユーザーの声に、業界もセンシティブになっている。米国のソフトウェア会社AppleはApp Storeで配信されるタイトルについて、ルートボックスで排出されるアイテムの排出率の開示を義務づけた。米国のゲーム会社Playsaurusは『Clicker Heroes 2』において、課金中毒のプレイヤーから収益を得ることを望まないと述べ、本作をFree-to-playから売り切り型へ移行した。また米国のid Softwareの『DOOM』において、プレイヤーがジョークとして、本作にルートボックス要素を追加するModを作成するなど、この問題はプレイヤー間でも大きく取り上げられている。

## 歴史
2013年、セガサミーホールディングスの当時の社長鶴見尚也は、日本経済新聞のインタビューに対して次のように述べた。
かつてのコンピュータゲームは、コアなプレイヤーにとって自室のスペースを占拠するほどの巨大な外箱の山が印象的であった。しかし近年はゲームソフトのデジタル化が進み、小規模なインディーズタイトルからビッグタイトルまで、ダウンロード購入してリリース当日の朝からプレイできるようになった。一方、同じゲームのバージョン違いが毎年リリースされることはプレイヤーに嫌がられていた。開発元・販売元はこうしたプレイヤーの変化に気づき、続編に「毎年投資する対象」として、特別な価値を与えなければならないと考えるようになった。その中で起こった大きな変化が、続編を新しいビジネスモデル「GaaS」としてリリースすることである。
家庭用ゲーム機の市場においては、ゲームという製品を各社の流通網を用いて販売することが基本であった。このビジネスモデルにおいて、オンライン対戦などのネットワーク機能は製品に付随して提供されるのみである。アーケードゲーム機も、ゲームセンターなどの公共の場で提供されるとはいえ、製品として提供されプレイごとに課金して収益を得る構造は共通している。
コンピュータゲームをサービスとして提供するアイデアは、オンラインゲームの分野が先駆けとなった。1995年、米国のゲーム会社3DOは『Meridian 59』で初めて月額課金システムを導入した。続く1997年、EAは『ウルティマオンライン』 (UO) で月額課金を導入し、UOのヒットによりこのシステムが一般的になった。2004年、ブリザードは『World of Warcraft』（WoW）でサブスクリプション方式の定額有料サービスを導入した。WoWの登録者数は2017年初を最後に公表されていないが、リリースの10年後も数百万人を維持している。
WoWのビジネスモデルでは、ソフトウェア自体は無料で提供し、月額課金によりゲームを一定期間プレイする権利への対価として収益を得る。プレイヤーに継続してプレイ（課金）させるため、継続的にソフトウェアの機能を充実させ新規コンテンツを提供し、期間限定のイベントで参加意欲を高めた。やがてさらなるプレイヤー獲得のため、基本的なプレイ料金をも無料にし、ゲーム内アイテムや付加的サービスの利用に対して料金を徴収するビジネスモデルに発展した。中国のゲーム会社テンセントは、2007年から2008年にかけてGaaSに乗り出し、中国においてサービスとしてのゲームを収益化するための様々な手法を編み出し、世界最大級の開発元企業に成長した。

## 展開
EAはモバイルゲームに弱く、GaaSへの転換においてやや出遅れた。EAの2012年におけるゲームソフト販売は、パッケージ販売が約7割を占めていたが、2016年には5割を切った。最高経営責任者アンドリュー・ウィルソンは2018年、GaaSに基づくサブスクリプション比率を増やしていくことに言及した。一方でEAはスポーツゲームに強く、人気のスポーツゲームブランドを複数展開している。FIFAシリーズの「Ultimate Team」モード（FUT）はGaaSの代表格である。JリーグやFIFA本家である国際サッカー連盟も「EAのFIFAシリーズ」を使用したエレクトロニック・スポーツ（eスポーツ）大会を開催している。
日本のカプコンは2016年、『ストリートファイターV』で対戦型格闘ゲームのGaaS化を試みた。本作ではシーズンパスが導入され、プレイヤーの確保を意図してシーズンごとにキャラクターの追加を保証した。ところがカプコンは、ストーリーモードを実装しないままリリースする失敗を犯した。これは本作に期待するファンにとってショッキングであったため、本作は厳しいスタートを切ることとなった。2018年、本作はアップデートにより『ストリートファイターV アーケードエディション』と改称され、GaaSとして再出発した。
米国のeコマース会社Digital Riverは2017年、欧米のゲーム業界が売り切り型からGaaSへシフトしたことで、市場価値が3倍に高まったと述べた。そのレポートによると、2016年にリリースされた4,200本を超えるPCゲームタイトルのうち、4分の1が定価での販売に加えマイクロトランザクションを導入していた。これに関しEAはすべてのタイトルをGaaSとする戦略を持っていると述べ、米国のEpic Gamesも『Fortnite』などにより同じ路線にシフトしている。フランスのユービーアイソフトは、すでに収益の75%がデジタル販売によるものであると述べ、さらにGaaSへ転換していくと明らかにした。スクウェア・エニックス、ベセスダ・ソフトワークス、テイクツー、マイクロソフトなど各国の大手もそれに続く動きを見せている。
ゲーム評論家Adam Cookは、プレイヤーがGaaSを支持することで小規模な新作のリリースに繋がる可能性を指摘する。FUTがロングヒットしたことで『A Way Out』の開発に、米国のアクティビジョンの『Destiny』シリーズが成功したことで『クラッシュ・バンディクー ブッとび3段もり!』のリリースに繋がった可能性がある。ただし、2018年のゲーム環境は変化しつつあり、人々のプレイスタイルも進化している。1人用プレイモードはなくならないまでも、立て続けに続編をリリースする考え方は消えつつあり、メーカー側は寿命の長いタイトルの開発に注力している。Cookは、一つのゲームから「しばらく離脱して戻ってきても」新鮮なゲーム体験のできるGaaSというトレンドの欠点を見つけることは難しいと述べた。